# Эрнст I Саксен-Альтенбургский
Эрнст I Фридрих Пауль Георг Николаус Саксен-Альтенбургский (нем. Ernst I Friedrich Paul Georg Nikolaus von Sachsen-Altenburg; 16 сентября 1826, Хильдбургхаузен — 7 февраля 1908, Альтенбург) — герцог Саксен-Альтенбургский. 

## Биография
Эрнст родился 16 сентября 1826 года и был сыном Саксен-Альтенбургского герцога Георга и Марии Луизы Мекленбург-Шверинской. С 1840 года вместе с братом Морицем учился в Йенском университете, с 1843 года — в Лозанне. В 18 лет был награждён орденом Саксонско-Эрнестинского дома.
В 1845 году Эрнст начал проходить военную подготовку в Бреслау и поступил на прусскую службу. Во время визита к своей кузине Александре познакомился с российским императором Александром II, с которым подружился. По окончании учёбы в Лейпцигском университете Эрнст стал лейтенантом прусского гвардейского пехотного полка, расквартированного в Потсдаме. Став вскоре майором, Эрнст в апреле 1853 года сыграл свадьбу, на которой присутствовал прусский король Фридрих Вильгельм IV.
В мае 1853 года смертельно больной отец передал ему управление герцогством Саксен-Альтенбург, и вскоре после этого скончался. Баварский король Людвиг I вручил ему орден Святого Губерта, а прусский король — орден Чёрного орла. Эрнст упростил систему управления герцогством, под его руководством Альтенбург превратился в крупный индустриальный центр. В 1868 году Эрнст подписал договор о демаркации границы с княжеством Рёйсс младшей линии. В 1871 году он основал театр, а в 1873 — музей.
С 1855 года Эрнст начал укреплять военные связи герцогства с Пруссией, стал прусским генерал-майором, а четыре года спустя — прусским генерал-лейтенантом. 21 июня 1866 года был заключён военный альянс между Пруссией и Саксен-Альтенбургом, однако помощи герцогства в австро-прусской войне не понадобилось. Саксен-Альтенбург вступил в Северогерманский союз, а войска герцогства были реформированы по прусскому образцу. Во время франко-прусской войны 1870—1871 годов Эрнст и великий герцог Мекленбург-Шверина Фридрих Франц II командовали 17-й и 22-й дивизиями во время вторжения во Францию. 18 января 1871 года Эрнст присутствовал при подписании капитуляции Франции в Версале. В 1873 году он выдал свою единственную дочь замуж за прусского принца Фридриха Вильгельма.
Эрнст скончался 7 февраля 1908 года после 55 лет правления. В связи с отсутствием наследника новым герцогом стал его племянник Эрнст II.

## Семья и дети
28 апреля 1853 года Эрнст женился в Дессау на своей троюродной сестре Агнессе Ангальт-Дессауской. Их общим прадедом был Карл II, великий герцог Мекленбург-Стрелицкий.
У них было двое детей:
- Мария Фредерика Леопольдина Георгина Августа Александра Елизавета Тереза Жозефина Хелена София (1854—1898). Вышла замуж 19 апреля 1873 года за Фридриха Вильгельма, принца Прусского (1837—1906).
- Георг Леопольд Эрнст Иосиф Александр Фридрих Людвиг Иоганн Альберт (1856—1856)

## Воинские звания
- 29.9.1847 — второй лейтенант
- 8.5.1851 — первый лейтенант
- 21.10.1852 — капитан
- 17.3.1853 — майор
- 17.2.1856 — прусский генерал-майор (минуя чины подполковника и полковника)
- 24.11.1856 — саксонский генерал-майор
- 31.5.1859 — прусский генерал-лейтенант
- 8.6.1866 — прусский генерал пехоты
- 17.10.1871 — саксонский генерал пехоты
- 28.9.1907 — саксонский генерал-полковник
- 28.9.1907 — прусский генерал-полковник пехоты со званием генерал-фельдмаршала